# Lijst van voetbalinterlands Barbados - Nicaragua
Deze lijst van voetbalinterlands is een overzicht van alle officiële voetbalwedstrijden tussen de nationale teams van Barbados en Nicaragua. De landen speelden tot op heden vier keer tegen elkaar. De eerste ontmoeting, een vriendschappelijke wedstrijd, werd gespeeld in Santo Domingo (Dominicaanse Republiek) op 4 maart 1974. Het laatste duel, een groepswedstrijd tijdens de CONCACAF Nations League 2023/24, vond plaats op 17 november 2023 in Wildey.

## Wedstrijden
| № | Plaats        | Datum             | Competitie                                   | Wedstrijd            | Uitslag |
| - | ------------- | ----------------- | -------------------------------------------- | -------------------- | ------- |
| 1 | Santo Domingo | 4 maart 1974      | Vriendschappelijk                            | Barbados − Nicaragua | 1 − 0   |
| 2 | Wildey        | 25 maart 2019     | CONCACAF Nations League 2019/20 kwalificatie | Barbados − Nicaragua | 0 − 1   |
| 3 | Managua       | 11 september 2023 | CONCACAF Nations League 2023/24              | Nicaragua − Barbados | 5 − 1   |
| 4 | Wildey        | 17 november 2023  | CONCACAF Nations League 2023/24              | Barbados − Nicaragua | 0 − 4   |

## Samenvatting
| Competitie                           | Totaal gespeeld | Winst Barbados | Gelijk | Winst Nicaragua | Doelsaldo Barbados – Nicaragua |
| ------------------------------------ | --------------- | -------------- | ------ | --------------- | ------------------------------ |
| CONCACAF Nations League              | 2               | 0              | 0      | 2               | 1 − 9                          |
| CONCACAF Nations League-kwalificatie | 1               | 0              | 0      | 1               | 0 − 1                          |
| Vriendschappelijk                    | 1               | 1              | 0      | 0               | 1 − 0                          |
| Totaal                               | 4               | 1              | 0      | 3               | 2 − 10                         |

Wedstrijden bepaald door strafschoppen worden, in lijn met de FIFA, als een gelijkspel gerekend.
BFA · A-internationals · Bondscoaches · Statistieken · Barbadiaans vrouwenelftal · Barbados U21 · Barbados U20 · Barbados U19 · Barbados U17
1930 – 1959 · 
1960 – 1969 · 
1970 – 1979 · 
1980 – 1989 · 
1990 – 1999 · 
2000 – 2009 · 
2010 – 2019 ·
2020 − 2029
1931 · 
1932 · 
1933 · 
1934–1943 · 
1944 · 
1945 · 
1946–1958 · 
1959 · 
1960–1970 · 
1971 · 
1972 · 1973 · 
1974 · 
1975 · 
1976 · 
1977 · 1978 · 
1979 · 
1980 · 1981 · 1982 · 
1983 · 
1984 · 
1985 · 
1986 · 
1987 · 
1988 · 
1989 · 
1990 · 
1991 · 
1992 · 
1993 · 
1994 · 
1995 · 
1996 · 
1997 · 
1998 · 
1999 · 
2000 · 
2001 · 
2002 · 
2003 · 
2004 · 
2005 · 
2006 · 
2007 · 
2008 · 
2009 · 
2010 · 
2011 · 
2012 · 
2013 · 
2014 ·
2015 ·
2016 ·
2017 ·
2018 ·
2019 ·
2020 ·
2021 ·
2022 ·
2023 ·
2024
Amerikaanse Maagdeneilanden ·
Anguilla ·
Antigua en Barbuda ·
Aruba ·
Bahama's ·
Belize ·
Bermuda ·
Britse Maagdeneilanden ·
Canada ·
Costa Rica ·
Cuba ·
Curaçao ·
Dominica ·
Dominicaanse Republiek ·
El Salvador ·
Finland ·
Grenada ·
Guatemala ·
Guyana ·
Haïti ·
Jamaica ·
Kaaimaneilanden ·
Montserrat ·
Nederlandse Antillen ·
Nicaragua ·
Noord-Ierland ·
Panama ·
Puerto Rico ·
Saint Kitts en Nevis ·
Saint Lucia ·
Saint Vincent en de Grenadines ·
Suriname ·
Trinidad en Tobago ·
Verenigde Staten ·
Zweden
FNF · 
A-internationals · 
Nicaraguaans vrouwenelftal
Anguilla ·
Argentinië ·
Bahama's ·
Barbados ·
Belize ·
Bermuda ·
Bolivia ·
Colombia ·
Costa Rica ·
Cuba ·
Curaçao ·
Dominica ·
Dominicaanse Republiek ·
El Salvador ·
Ghana ·
Guatemala ·
Haïti ·
Honduras ·
Iran ·
Jamaica ·
Kaaimaneilanden ·
Mexico ·
Montserrat ·
Nederlandse Antillen ·
Panama ·
Paraguay ·
Peru ·
Puerto Rico ·
Saint Kitts en Nevis ·
Saint Vincent en de Grenadines ·
Suriname ·
Trinidad en Tobago ·
Turks- en Caicoseilanden ·
Uruguay ·
Venezuela ·
Verenigde Staten